# シドニー・シアメ
シドニー・シアメ（Sydney Siame、1997年10月7日 ‐ ）は、ザンビア・イソカ出身の陸上競技選手。専門は短距離走。200mの自己ベストは20秒16のザンビア記録保持者。2014年南京ユースオリンピック男子100mの金メダリストである。

## 経歴
カブンディ中等学校 (Kabundi Secondary School) 在籍時の2012年に陸上競技を始めた。
2014年、8月南京ユースオリンピック男子100mに出場し、予選で全体2位の記録となる10秒58（+0.1）、決勝で10秒56（-0.5）と2ラウンド連続で自己ベスト（10秒51）に迫るタイムをマーク。決勝では大嶋健太をフィニッシュライン直前でかわして優勝し（0秒01差）、1991年東京世界選手権男子400mハードルのサミュエル・マテテ以来、ザンビア史上2人目の世界チャンピオンに輝いた。
2017年、4月8日のザンビアの首都・ルサカで開催されたAll Comers Meet男子100mにおいて、高地記録ながら自己ベスト（10秒18）を大幅に更新する9秒88（+0.2）をマーク。これはジェラルド・フィリのザンビア記録（10秒03）を上回るタイムであり、オルソジ・ファスバ（9秒85）とフランク・フレデリクス（9秒86）に次ぐアフリカ歴代3位のタイムだったが、6月に疑問計時 (DOUBTFUL TIMING) となり公認されなかった。7月16日のラピンラフティ国際 (Lapinlahti International Meet) 男子200mでは自己ベスト（20秒53）を2年ぶりに更新する20秒36（0.0）をマークし、ジェラルド・フィリの持つザンビア記録（20秒29）に迫ると、8月7日のロンドン世界選手権男子200m予選で20秒29（-0.6）のザンビアタイ記録をマーク。組1着で予選を突破し、シニアの世界大会で初のセミファイナリストになったが、9日の準決勝は20秒54（-0.3）とタイムを落とし敗退した。
2018年、4月29日のハボローネ国際 (Gaborone international meet) 男子200mで20秒26（+1.0）のザンビア新記録を樹立。自己ベストおよびザンビアタイ記録の20秒29を更新し、単独でザンビア記録保持者となった。

## 自己ベスト
記録欄の（　）内の数字は風速（m/s）で、+は追い風、-は向かい風を意味する。
| 種目 | 記録          | 年月日        | 場所                   | 備考         |
| 屋外 | 屋外          | 屋外          | 屋外                   | 屋外         |
| ---- | ------------- | ------------- | ---------------------- | ------------ |
| 100m | 10秒06 (+1.1) | 2018年6月29日 | シャモリーン           |              |
| 200m | 20秒16 (+1.5) | 2019年6月30日 | ラ・ショー・ド・フォン | ザンビア記録 |
| 室内 |               |               |                        |              |
| 60m  | 6秒85         | 2018年2月15日 | トルン                 |              |

## 主な成績
備考欄の記録は当時のもの
| 年   | 大会                        | 場所             | 種目    | 結果   | 記録          | 備考                            |
| ---- | --------------------------- | ---------------- | ------- | ------ | ------------- | ------------------------------- |
| 2014 | アフリカユースゲームズ (en) | ハボローネ       | 100m    | 2位    | 10秒58 (-1.1) |                                 |
| 2014 | 世界ジュニア選手権          | ユージーン       | 100m    | 準決勝 | 10秒68 (0.0)  |                                 |
| 2014 | ユースオリンピック (en)     | 南京             | 100m    | 優勝   | 10秒56 (-0.5) |                                 |
| 2015 | アフリカジュニア選手権 (en) | アディスアベバ   | 100m    | 3位    | 10秒77 (-1.1) |                                 |
| 2015 | アフリカジュニア選手権 (en) | アディスアベバ   | 200m    | 7位    | 22秒21 (-2.3) |                                 |
| 2015 | アフリカジュニア選手権 (en) | アディスアベバ   | 4x100mR | 決勝   | DNS (4走)     | 予選42秒08 (4走)                |
| 2015 | 世界選手権                  | 北京             | 200m    | 予選   | 21秒08 (+0.1) |                                 |
| 2015 | アフリカ競技大会 (en)       | ブラザヴィル     | 100m    | 準決勝 | DQ            | 予選10秒35 (+0.2)               |
| 2015 | アフリカ競技大会 (en)       | ブラザヴィル     | 200m    | 7位    | 21秒21 (-1.2) |                                 |
| 2015 | アフリカ競技大会 (en)       | ブラザヴィル     | 4x100mR | 決勝   | DQ (4走)      | 予選39秒31 (4走)：ザンビア記録  |
| 2016 | アフリカ選手権 (en)         | ダーバン         | 200m    | 5位    | 20秒83 (+1.8) |                                 |
| 2016 | アフリカ選手権 (en)         | ダーバン         | 4x100mR | 3位    | 39秒77 (4走)  |                                 |
| 2017 | 世界選手権                  | ロンドン         | 200m    | 準決勝 | 20秒54 (-0.3) | 予選20秒29 (-0.6)：ザンビア記録 |
| 2018 | 世界室内選手権              | バーミンガム     | 60m     | 予選   | 6秒88         |                                 |
| 2018 | 英連邦競技大会 (en)         | ゴールドコースト | 200m    | 5位    | 20秒62 (+0.9) |                                 |